# ديوي (مقاطعة بورنيت)
ديوي، مقاطعة بورنيت (بالإنجليزية: Dewey, Burnett County, Wisconsin)‏ هي بلدة تقع بولاية ويسكونسن في الولايات المتحدة. تبلغ مساحتها 95.5 (كم²)، وترتفع عن سطح البحر 332 م، بلغ عدد سكانها 565 نسمة في عام 2000 حسب إحصاء مكتب تعداد الولايات المتحدة وتصل الكثافة السكانية فيها 6 نسمة/كم2.

## وصلات خارجية
- The US50 - Cities and Towns in Wisconsin State
- Wisconsin Cities and Towns, Facts, Map, Flag, Colleges, Government, and More